# Winston Churchill (1620–1688)

Brasão de armas

Sir Winston Churchill MP, FRS (18 de abril de 1620 – 26 de março de 1688), conhecido como "Coronel Cavaleiro", foi um soldado, nobre, historiador e político inglês. Ele foi pai de John Churchill, 1.º Duque de Marlborough, e também um ancestral do primeiro-ministro do século XX, Sir Winston Churchill. E também é ancestral da  Princesa Diana de Gales

## Vida e carreira
Churchill era filho de Sir John Churchill de Dorset, advogado e político, e da sua esposa Sarah Winston, filha de Sir Henry Winston. Churchill foi educado no St. John's College, em Oxford, mas deixou a universidade sem se formar. A principal razão disso foi o início da Guerra Civil Inglesa.
Churchill foi um fervoroso monarquista ao longo de sua vida. Ele lutou e foi ferido na Guerra Civil como capitão do King's Horse e, depois que os Realistas foram derrotados, foi forçado a pagar uma taxa de recompensa de 446 libras (equivalente a cerca de 44.600 libras nos dias atuais).
Após a restauração, ele se sentou como membro do Parlamento de Weymouth e Melcombe Regis de 1661 a 1679 e de Lyme Regis de 1685 a 1688. Ele também foi comissário do Tribunal Irlandês de Reivindicações e Declarações entre 1662 e 1668, e um Controlador de Funcionário Júnior da Junta de Pano Verde de 1664 a 1679.
Churchill foi feito cavaleiro em 1664 e tornou-se membro da Royal Society no mesmo ano. Ele também publicou uma história dos reis da Inglaterra, intitulada Divi Britannici; being a remark upon the Lives of all the Kings of this Isle, from the year of the World 2855 until the year of Grace 1660. Ele morreu em março de 1688, aos 67 anos.

## Casamento e descendência
Em 26 de maio de 1648, Churchill casou-se com Elizabeth Drake, filha de Sir John Drake e da sua esposa, Eleanor Boteler, filha de John Boteler, 1º Barão Boteler de Brantfield e sobrinha materna de Jorge Villiers, 1.º Duque de Buckingham.
Tiveram onze filhos, sete filhos e quatro filhas, dos quais apenas seis sobreviveram à infância, incluindo:

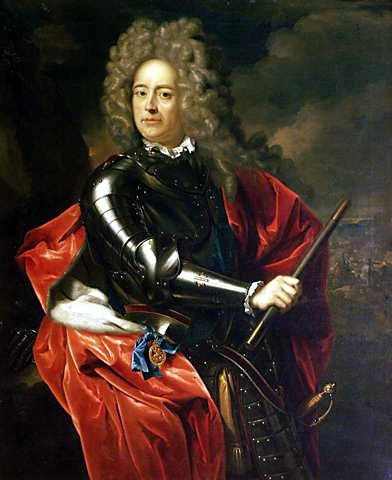
General John Churchill
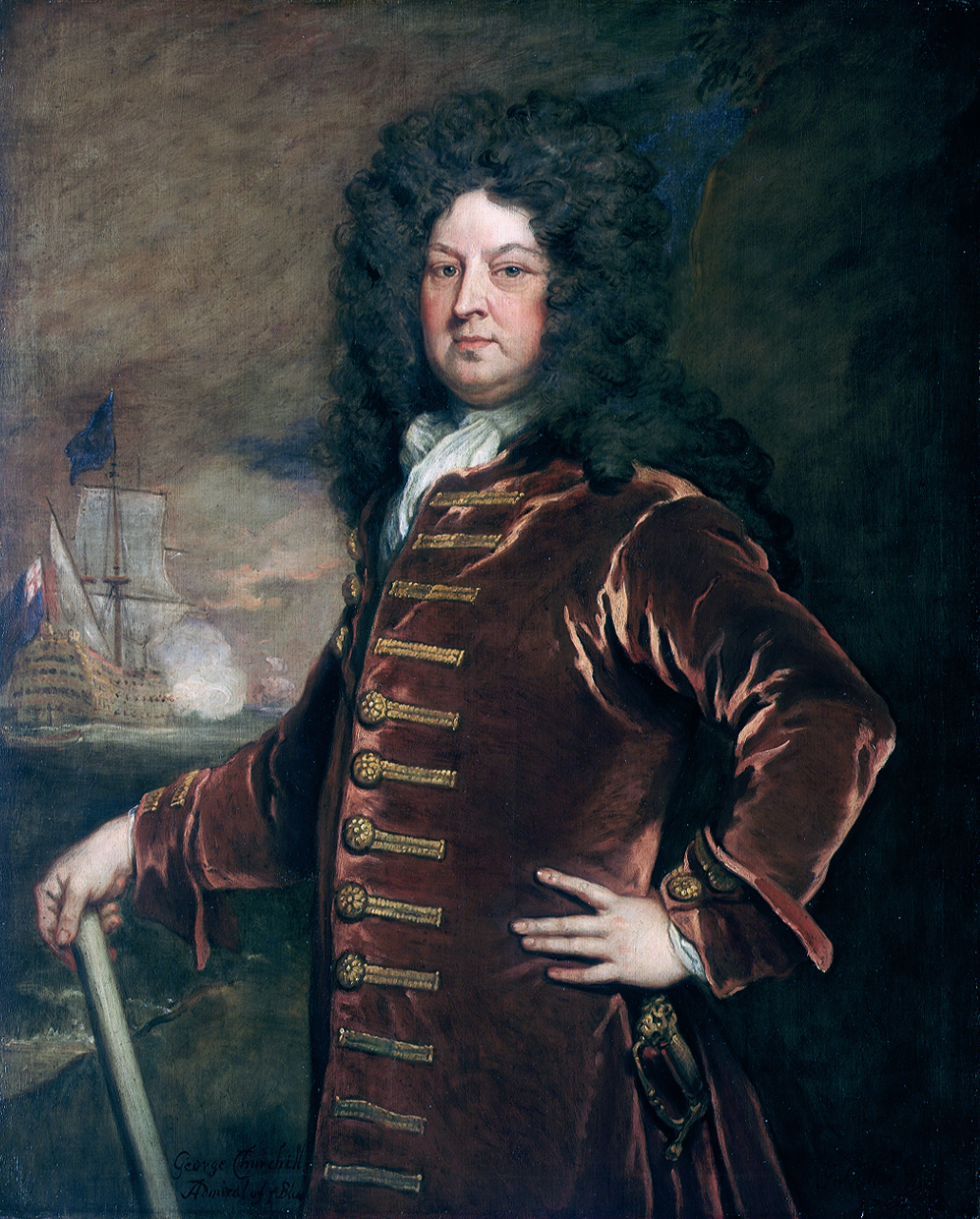
Almirante George Churchill
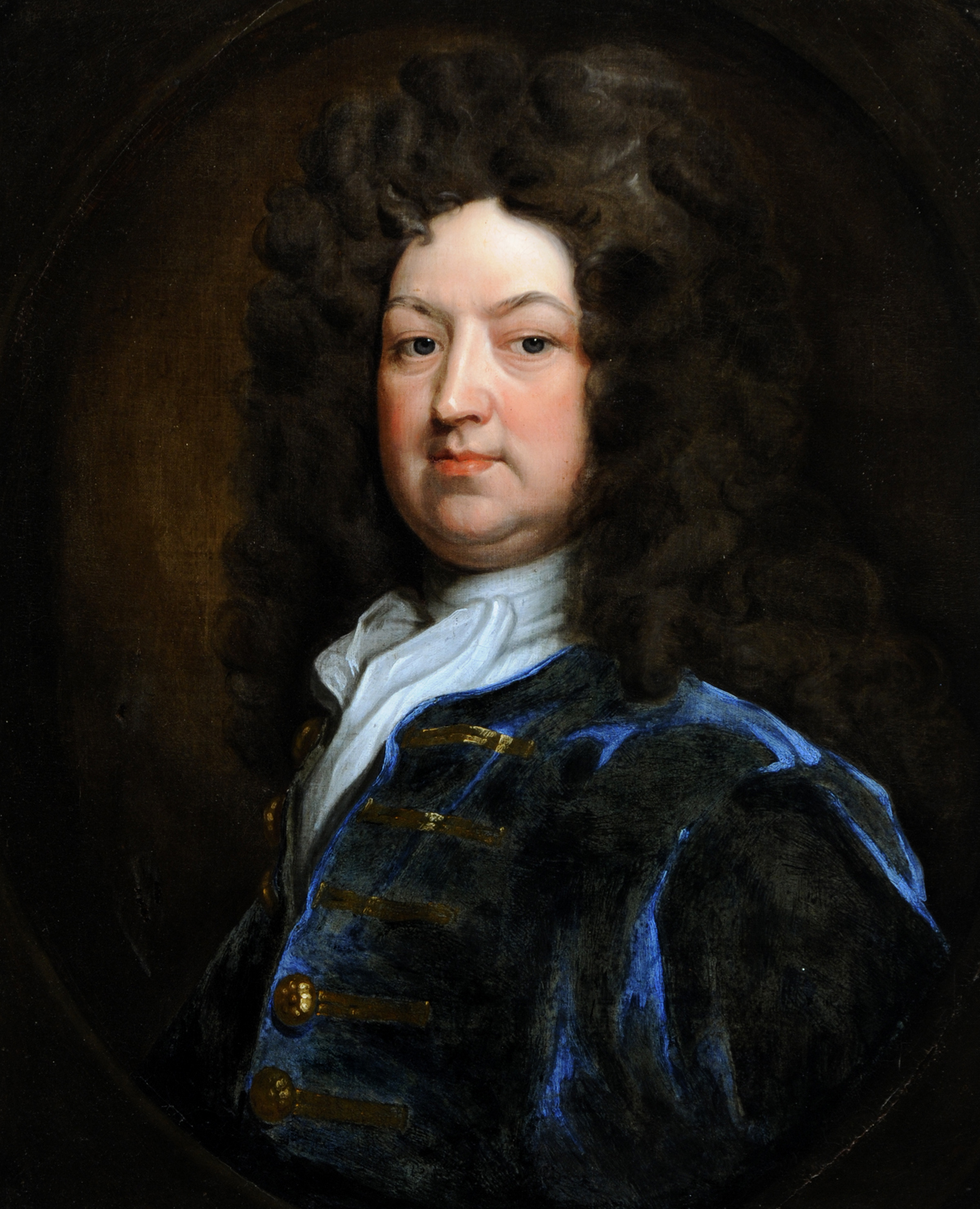
General Charles Churchill
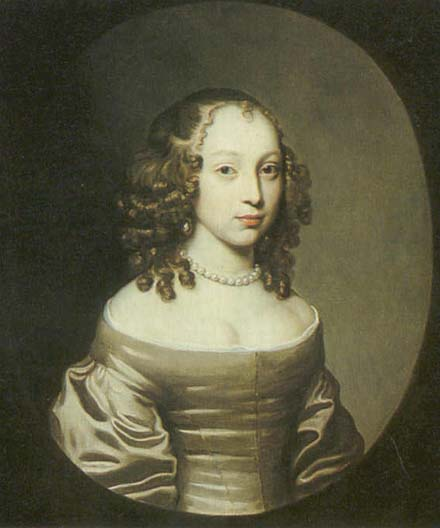
Lady Arabella Churchill